# Ленинградский мачтопропиточный завод
Ленингра́дский мачтопропи́точный заво́д (ЛМПЗ) — деревообрабатывающее предприятие, находится в городе Отрадное Ленинградской области.

## История
Ленинградский мачтопропиточный завод является одним из старейших заводов на территории города Отрадное.
Первая очередь завода была построена в 1936—1937 годах. Основными изделиями были пропитанные антисептическими составами шпалы, опоры линий электропередачи и диспетчерской связи.
Во время Великой Отечественной войны все здания завода и инженерные коммуникации были разрушены. Восстановление завода началось в 1946 году. В 1949 году начался выпуск продукции.
Одновременно с развитием производства в том же году было начато строительство жилого посёлка с развитой инфраструктурой. В настоящее время этот посёлок является одним из микрорайонов города Отрадное.
На довоенный уровень производства завод смог выйти только в 1956 году. 
В 1960 году началась реконструкция завода. Целью реконструкции было расширение ассортимента и увеличение количества выпускаемой продукции. В частности, начали производиться различные столярные изделия, использующиеся в строительстве жилых домов и промышленных объектов.

## Продукция и планы развития
Основная продукция завода в настоящее время — столбы и деревянные опоры ЛЭП, брусья и балки, деревянная тара (ящики, коробки), шпалы для железнодорожных путей широкой и узкой колеи и другие пиломатериалы. Оказываются услуги по распиловке и пропитке древесины.
Завод принадлежит АО «Энергожилстрой». Предусмотрена программа совершенствования производства с переходом на безотходные экологически чистые технологические процессы. Рассматриваются также варианты перепрофилирования части мощностей предприятия.

## Узкоколейная железная дорога
На заводе находится действующая с первого дня работы завода узкоколейная железная дорога — одна из немногих в Ленинградской области. Подвижной состав представлен примерно 10 шпаловозными вагонетками и тепловозом ТУ8-0311.

## Разное
Здание бывшего клуба завода в 1997 году было передано местному приходу православной церкви, сейчас там находится Иоанновский храм.
Адрес предприятия : 187332, г. Отрадное, Ленинградское шоссе, 1.